# إيميليو كاستيلار
إيميليو كاستيلار ذ ريبول (بالإسبانية: Emilio Castelar) (و. 1832 – 1899 م) هو كاتب، وسياسي، ومؤرخ، وبروفيسور (أستاذ جامعي) من إسبانيا ولد في قادس.

## روابط خارجية
- إيميليو كاستيلار على موقع الموسوعة البريطانية (الإنجليزية)